# Graphium ochrea
Graphium ochrea is een vlinder uit de familie van de pages (Papilionidae). Deze naam duikt zo nu en dan op in databases maar werd in 1889 door Jean-Baptiste Capronnier gepubliceerd als naam voor een variëteit van Graphium tynderaeus. Aan dit taxon is nooit de status van soort of ondersoort toegekend geweest. 